# 米津玄師
米津 玄師（よねづ けんし、英語: Kenshi Yonezu、1991年〈平成3年〉3月10日 - ）は、日本のシンガーソングライター、作曲家、作詞家、ギタリスト、音楽プロデューサー、ボカロP、イラストレーター、映像作家。本名同じ。ボカロPとしての名義は、ハチ。別名義として、蛙屋（かわずや）という名義も存在した。
徳島県出身。所属レーベルはソニー・ミュージックレーベルズ。

## 概要
身長188 cm。血液型O型。2009年前後より、ボカロP・ハチとしてインターネットを中心に活動したあと、2012年に本人名義のアルバム『diorama』でソロデビュー。翌年、ユニバーサルシグマよりメジャーデビュー。2016年よりソニー・ミュージックレコーズへ移籍。
4枚目のアルバム『BOOTLEG』はリリース翌年までチャートインを続け、商業的な成功を収めた。音楽的評価も高く、CDショップ大賞・第60回日本レコード大賞にていずれも最高賞を獲得した。
8枚目のシングルとして発売された「Lemon」は史上初となるダウンロード300万セールス超えを記録し、2年連続でBillboard Japan Hot 100年間チャート首位を記録。ミュージックビデオの再生回数は9億回を超え邦楽最多となっており、自身最大のヒット曲および2010年代の邦楽を代表する曲となった。
2020年には5枚目のアルバム『STRAY SHEEP』を発売。同年の国内年間アルバムランキングでは軒並み1位となり28冠を獲得、世界ランキングでも日本人最高位となる7位を記録した。また、オリコン合算アルバムランキングではソロアーティスト史上初のダブルミリオンを記録。米津は翌年に同作での成果などを受け、第71回芸術選奨新人賞（大衆芸能部門）を受賞した。
2022年に13枚目のシングルとして発売された「KICK BACK」は、日本人の楽曲では初となるSpotify Global 50へのランクインを果たし、2023年にはアメリカレコード協会（RIAA）より日本語詞楽曲として史上初のゴールド認定を受けた。また、米津は同協会がその年活躍したアーティストを総括する「RIAA Class of 2023」に日本人として初めて選出された。

## 経歴

### 生い立ち
当時は漫画家を志していた。小学5年生のとき、当時インターネットで流行していたFLASHアニメーションを視聴し、使用されていたBUMP OF CHICKENの楽曲に感銘を受ける。
中学3年生のころから、MTRを使用し、オリジナル曲の制作を始める。並行してアマチュアバンド「late rabbit edda」のフロントマンとしても活動していた。2008年には、10代限定ロックフェス「第1回閃光ライオット」のデモテープによる1次審査を通過したものの、スタジオでの2次審査は落選した。

### 2008年 - 2011年：クリエイター「ハチ」として
ニコニコ動画で平沢進の存在を知り、創作に強い影響を受ける。パソコンの新調を機にDTMを始め、ハチという名義で約30曲程度の本人歌唱のオリジナル曲をニコニコ動画などにて発表したが、しばらくしてすべて削除している。これは、楽曲に自身が影響されたものが色濃く反映されすぎていることが理由として挙げられている。また、ハチとしての活動の前には「ミナソコ」という名義で活動を行っていた。この時には、ゲーム実況なども行っている。
徳島県立徳島商業高等学校を卒業後、大阪芸術大学附属大阪美術専門学校に通いながら「Ernst Eckmann」というバンドでも活動を行っていた。このときは、ベースとボーカルを担当していた。
2009年より、バンド活動と並行してVOCALOIDを使用したボカロ曲の制作を始める。5月には、初音ミクを用いた処女作「お姫様は電子音で眠る」をニコニコ動画にて発表。2010年5月3日より、サークル「南方研究所」にメンバーとして参加し、同年、自主制作アルバム『花束と水葬』『OFFICIAL ORANGE』を発表（両作とも、2013年に全国流通盤が発売された）。2011年までに「結ンデ開イテ羅刹ト骸」「マトリョシカ」「パンダヒーロー」を初めとする、ミリオン再生を記録したヒット曲を発表した。また、この時期自身のブログ「電子帖八番街」（当時）で「WebMoney Award 2009」の「enjoy. Award 2009 ダイヤモンド賞」を受賞した。
2011年7月2日にアメリカ合衆国ロサンゼルスのノキアシアターで開催された、初音ミクのライブコンサート『MIKUNOPOLIS in Los Angeles』の関連イベントにボーカロイドクリエイターとして参加するために渡米した。ライブは『アニメ・エキスポ2011』内のイベントで、「マトリョシカ」に登場するパーカーのコスプレをするファンもおり、翌3日には、ハチとしてwowakaや「南方研究所」のタスクなどと共にエキスポの物販ブースでサイン会に挑み、「海外に広まってるってことは嬉しいです」と感想を述べた。

### 2012年：『diorama』
2012年より、本名での活動を開始する。2月より、作詞・作曲・ボーカルまでを自らで務めた「ゴーゴー幽霊船」「vivi」「恋と病熱」ミュージックビデオを3か月連続で、YouTube・ニコニコ動画にて公開したのち、5月16日、アルバム『diorama』をBALLOOMよりリリース。本アルバムは、オリコン週間アルバムランキングで、インディーズながら初登場6位を記録。
本アルバムにおいて、収録曲すべてにVOCALOIDを使用しなかったのは、VOCALOIDを用いた楽曲のクリエイターとして成功した米津の「VOCALOIDを隠れ蓑にしたくないから」という思いによるものである。しかし、共同演奏者の不在などを理由に、ライブは開催されず、また、本アルバムが前述の記録を残したことに対して「できる限りの力をアルバムに詰め込んでやった結果が自分の望んでいたものではなかった」という挫折感を味わったことで制作意欲が削がれ、自宅にこもってゲーム実況を見るだけの時間が1年ほど続いたという。

### 2013年・2014年：メジャーデビュー、『YANKEE』

#### 2013年
5月29日、シングル『サンタマリア』をユニバーサルシグマよりリリースし、メジャーデビュー。米津は、メジャーで活動する必然性を感じていなかったが、それまで1人で作品を作っていたことに対し「自分が作る音楽にちゃんと理解があって、同じ熱量で同じ方向を見てくれる人とモノを作るっていうのが一番正しい姿」という考えがあり、たまたまそれに該当する人がメジャーにいたからだと語っている。
6月より、雑誌『ROCKIN'ON JAPAN』にて「かいじゅうずかん」と題した連載を開始（2013年8月号から2015年12月号まで）。米津が創造した架空のかいじゅうのイラストレーションを描き、その特徴と習性を紹介するという内容だった。10月23日、2枚目のシングル『MAD HEAD LOVE/ポッピンアパシー』を両A面シングルとしてリリース。この時点では、ライブやコンサート活動は一切行わなかったが、いずれやりたいなと思っていた、と語っている。
2014年6月、自身初となるライブを開催（ただし、2014年5月にシークレットでライブを行っている）。2枚目のシングルリリースからわずか5日後の10月28日には、2011年に投稿された「パンダヒーロー」以来2年9か月ぶりとなるVOCALOIDを用いた楽曲「ドーナツホール」を公開した。本楽曲は、従来重用してきた打ち込みではなく、生のバンドサウンドで録音されている。

#### 2014年
3月には、新曲「リビングデッド・ユース」「アイネクライネ」ミュージックビデオを公開。「アイネクライネ」は、東京メトロ2014年度広告キャンペーン「Color your days.」タイアップ楽曲となり、長らく米津の代表曲と称され、デジタルシングルチャートでは単独でランクインを続けている。また、ミュージックビデオは、2014年に公開されてから2018年3月に1億回再生、2019年6月に2億回再生を記録。2021年10月に3億回を突破した。
4月23日、1stアルバム『diorama』以来およそ2年ぶりにして、メジャーデビュー後初となるアルバム『YANKEE』を発売。本アルバムは、オリコン週間アルバムランキングにて、初登場2位を記録した。同年12月に発表されたiTunesの年間ランキング「iTunes Store BEST OF 2014 今年のベスト」において「ベストアルバム」として選出された。
本アルバムのリリースを記念するワンマンライブ「米津玄師 Premium Live "帰りの会"」が企画され、6月に一夜限りで開催された。12月には、東京・大阪・福岡の3都市で「米津玄師 LIVE "帰りの会・続編"」を開催。

### 2015年：『Bremen』
1月14日、3枚目のシングル『Flowerwall』を発売。表題曲は、ニコン「D5500」CMソングに採用された。本シングルは、オリコン週間シングルランキングにて、初登場3位にランクインし、シングルチャートにおいて自身初となるトップ10入りを果たした。
4月1日から28日にかけて、全7会場10公演のワンマンツアー「米津玄師 2015 TOUR / 花ゆり落ちる」を開催。8月には「ROCK IN JAPAN FESTIVAL 2015」を始めとする複数のフェスイベントへ出演した。9月2日には、4枚目のシングル『アンビリーバーズ』を発売。表題曲は、MIZUNO「WAVE ENIGMA 5」CMソングに採用された。
10月7日、3枚目のアルバム『Bremen』を発売。前作よりも大衆性や普遍性を意識して制作された本アルバムは、セールス・批評の両面で評価を受け、Billboard JAPAN・オリコン・iTunesなど、主要なヒットチャートのアルバム部門で初登場1位を獲得し、同年の日本レコード大賞では「優秀アルバム賞」に選出された。
11月2日、大阪・なんばHatchにて開催されたロッキング・オン主催のライブイベント「JAPAN CIRCUIT vol.54 WEST 〜山崎死闘編〜」へ出演。11月4日には、RADWIMPSのメジャーデビュー10周年記念に開催された対バンツアー「10th ANNIVERSARY LIVE TOUR RADWIMPSの胎盤」Zepp Tokyo公演に出演。自身のTwitterでは、RADWIMPSについて「高校生のときから聴いている、そんなバンドと今になって同じステージに立てるっていうのはとても感慨深いし嬉しいです」と語っている。本年は、前年の4倍にもなるライブ活動を開催した。

### 2016年 - 2017年：『BOOTLEG』

#### 2016年
1月9日より、3枚目のアルバム『Bremen』を引っ提げたワンマンツアー「米津玄師 2016 TOUR / 音楽隊」をスタート。また、本アルバムの収録曲「メトロノーム」ミュージックビデオが、3月19日に徳島国際短編映画祭にて上映された。
また、ユニバーサル・スタジオ・ジャパンのオープン15周年を記念する「やり過ぎコラボ」へクリエイターとして参加し、4月22日より、自身によるスヌーピーのイラストを用いたコラボグッズが期間限定で販売された。
9月28日、前作『アンビリーバーズ』よりおよそ1年ぶりとなる5枚目のシングル『LOSER/ナンバーナイン』を発売。本シングルより、ソニー・ミュージックレコーズへ移籍した。ミュージックビデオを市街地にて先行発表するゲリラ的なプロモーションへ話題が集まった。
本シングルは、オリコン週間シングルランキングで初登場2位を記録し、自身のシングル作品最高位を更新した。収録曲「ナンバーナイン」は、ルーヴル美術館特別展「ルーヴル No.9 〜漫画、9番目の芸術〜」イメージソングとして書き下ろされた。表題曲「LOSER」は、発売から2年が経過した2018年、ホンダ「ジェイド」CMソングに採用された。その際には、デジタルシングルチャートのトップ10に再浮上し、2年越しのリバイバルヒットを記録した。2018年7月6日には、本楽曲のミュージックビデオの再生回数が1億回を突破した。
10月15日には、作詞・ゲストボーカルとして参加した中田ヤスタカ「NANIMONO」を主題歌とした映画『何者』が劇場公開された。11月23日から12月8日にかけて、ワンマンツアー「米津玄師 2016 TOUR / はうる」を開催。
12月10日、単行本『かいじゅうずかん』を発売。単行本には「ROCKIN’ON JAPAN」に掲載されていた分に加え、新たに描き下ろしたかいじゅうやイラストと新曲「love」のCDが封入された。

#### 2017年
2月15日、6枚目のシングル『orion』を発売。表題曲は、テレビアニメ『3月のライオン』第2クールエンディングテーマに採用された。6月21日には、7枚目のシングル『ピースサイン』を発売。表題曲は、読売テレビ系アニメ『僕のヒーローアカデミア』第2期第1クールのオープニングテーマとして書き下ろされ、ミュージックビデオは、翌年9月1日に1億回再生を突破した。
8月18日に公開されたアニメ映画作品『打ち上げ花火、下から見るか? 横から見るか?』主題歌であるDAOKO「打上花火」の作詞・作曲・プロデュース・ゲストボーカルを担当。本楽曲は、2017年・18年を通してロングヒットを記録し、Billboard JAPAN「Hot 100」2017年年間ランキングでは3位、2018年年間ランキングでは4位へランクイン。また、2018年1月18日には、ミュージックビデオの再生回数が1億回を突破した。
7月21日、2013年に投稿された「ドーナツホール」以来3年9か月ぶりの投稿となるボカロ曲「砂の惑星」をニコニコ動画とYouTubeにて公開。本楽曲は、初音ミクの複合イベント『初音ミク「マジカルミライ 2017」のテーマソングとして書き下された。初音ミク生誕10周年を迎え、賑わうニコニコ動画では、投稿から6日5時間19分で100万再生を達成。本サイトにおけるVOCALOID楽曲の最速100万再生達成記録を更新した。
11月1日、前作『Bremen』よりおよそ2年ぶりのアルバム『BOOTLEG』を発売。本アルバムは、過去のアルバムを大きく凌ぐ初動売上を記録し、20を超えるチャートで初登場1位を獲得した。また、2017年のCDショップ大賞、翌年の日本レコード大賞でいずれも最高賞を獲得した。アルバムリリース日の11月1日から12月24日にかけて、ワンマンツアー「米津玄師 2017 TOUR / Fogbound」を開催。

### 2018年 - 2020年：『STRAY SHEEP』

#### 2018年
2018年1月9日・10日、ワンマンツアー「米津玄師 2017 TOUR / Fogbound」の追加公演として、ワンマンライブ「米津玄師 2018 LIVE / Fogbound」を日本武道館にて開催。10日公演では、ダンサーの辻本知彦や菅原小春、4枚目のアルバム『BOOTLEG』収録曲「灰色と青」でコラボレーションを果たした菅田将暉が、ゲストとして出演した。
2018年3月14日、8枚目のシングル『Lemon』を発売。TBS系列ドラマ『アンナチュラル』主題歌として採用された（テレビドラマとのタイアップは自身初）本楽曲は、発売年内にフィジカル・配信にて累計200万セールス超を記録し、Billboard JAPAN「Hot 100」年間チャートでは単独1位を獲得。2018年度最大のヒット曲となった。
なお、本シングルは、300万を超える配信ダウンロード数を記録し、Billboard JAPAN「Hot 100」2019年年間チャートでも1位を獲得している。2年連続で年間チャート1位を獲得したという記録は、Billboard JAPAN、および Billboardにおいて初の快挙であり、この記録を達成した楽曲は、現時点で本楽曲のみとなる。
山田智和が監督を務めたミュージックビデオは、6月12日に再生回数が1億回、12月までに2億4,000万回、翌年2月9日には、国内のミュージックビデオでは初となる3億回再生を突破した。自身の楽曲が1億回再生を記録したのは3度目であり、これにより、日本人の作詞者・作曲者による1億回再生達成回数が、秋元康（作詞）を抜いて単独でトップとなった。
7月15日・22日、および8月5日の3回に渡り、スタジオジブリの鈴木敏夫がメインパーソナリティを務めるラジオ番組『鈴木敏夫のジブリ汗まみれ』（TOKYO FM）にゲスト出演。鈴木敏夫と共に、監督・宮崎駿について語り合った。
8月13日には、小学生5人によるユニット・Foorinへのプロデュース楽曲「パプリカ」が発表された。本楽曲は、翌年の日本レコード大賞にて「優秀作品賞」を受賞した。
10月27日・28日、幕張メッセにて「米津玄師 2018 LIVE / Flamingo」を開催。本公演では、シングル『Lemon』および月末にリリースを控える『Flamingo/TEENAGE RIOT』収録曲が初披露された。
10月31日、9枚目のシングル『Flamingo/TEENAGE RIOT』を発売。本シングルは、リリース初週におよそ22万枚を売り上げ、オリコン週間シングルランキングにて、初登場1位を記録した。「Flamingo」は、ソニーワイヤレスイヤホン「WF-SP900」テレビCM、「TEENAGE RIOT」は、GATSBYのCMシリーズ「GATSBY COP」テーマソングに採用された。ソニーのテレビCMには、自身も出演し、ダンスを披露した。
12月31日、NHK総合にて放送された『第69回NHK紅白歌合戦』に初出場。故郷である徳島県・大塚国際美術館からの中継で「Lemon」を披露した。テレビ番組に生出演し、楽曲を披露するのはこれが初めてとなった。

#### 2019年
1月19日から3月11日にかけて、自身初となるアリーナツアー「米津玄師 2019 TOUR / 脊椎がオパールになる頃」を開催。5月14日には、菅田将暉に提供を行った楽曲「まちがいさがし」が配信リリースされた。菅田とのコラボレーションは「灰色と青」以来2度目となった。
6月3日には、アニメーション映画『海獣の子供』主題歌として書き下ろされた「海の幽霊」を配信リリース。
9月11日、10枚目のシングル『馬と鹿』を発売。本楽曲は、日曜劇場『ノーサイド・ゲーム』主題歌として書き下ろされた。また、本シングルより、レーベルをソニー・ミュージックレコーズからソニー・ミュージックレーベルズに移籍した。

#### 2020年
2月1日より、自身2度目となるアリーナツアー「米津玄師 2020 TOUR / HYPE」をスタートしたが、新型コロナウイルスの感染拡大により、2月27日以降の公演の延期、および中止が発表された。
2月3日、ユニット・Foorinに提供した楽曲「パプリカ」セルフカバーをデジタルシングルとしてリリース。6月14日には、本楽曲のミュージックビデオの再生回数が1億回を突破した。
6月5日、同年8月5日に5枚目のアルバム『STRAY SHEEP』を発売することを発表。7月6日には、収録曲「感電」が先行配信された。本楽曲は、TBS系ドラマ『MIU404』主題歌に採用された。また同日、YouTubeチャンネルの登録者数が500万人を突破。日本のアーティスト史上初の快挙となった。なお、本楽曲の採用は、主題歌「Lemon」を提供した2018年放送のドラマ『アンナチュラル』最終話の放送からちょうど2年経った3月16日に発表された。
8月5日、5枚目のアルバム『STRAY SHEEP』を発売。また同日、音楽配信サービスにて、ハチ名義の楽曲を含む全楽曲が配信された。8月1日には、本アルバムのリリースに先がけて、ラジオ番組『Monthly Artist File-THE VOICE-』（TOKYO FM）に出演。1ヶ月限定でパーソナリティを担当した。
本アルバムは、8月13日付のオリコンアルバムランキングで累計102.2万枚を売り上げ、自身初となるミリオンを達成し、9月23日には、日本レコード協会史上初となる、配信開始月ゴールド認定を受けたことが発表された。また、10月16日には、本アルバムが韓国・台湾でリリースされた。

### 2021年 - 2024年：『LOST CORNER』

#### 2021年
6月16日、11枚目のシングル『Pale Blue』を発売。表題曲「Pale Blue」は、TBS系金曜ドラマ『リコカツ』主題歌、「ゆめうつつ」は、同年1月より日本テレビ系情報番組「news zero」テーマソングに採用された。8月14日には、YouTubeチャンネルの登録者数が600万人を突破した。
8月20日、米津がインテリアグッズを展開する「REISSUE FURNITURE」を設立、その第1弾アイテムとして、楽曲をイメージした「Room Perfume」を発売。

#### 2022年
1月22日、同月24日よりオンエアが開始されたソニー「PlayStation」テレビCMに、新曲「POP SONG」が採用されたことが発表された。本CMは、1月23日にPlayStation 4、およびPlayStation 5で先行公開され、1月24日よりPlayStation Japan公式YouTubeやテレビにて公開された。また、本楽曲は、2月7日にデジタルシングルとしてリリース。
5月18日、12枚目のシングル『M八七』を発売。表題曲は、映画『シン・ウルトラマン』主題歌に採用された。
7月21日、ハチ名義の楽曲「砂の惑星」が、ニコニコ動画にて1,000万回再生を意味する「VOCALOID神話入り」を達成した。これは、ニコニコ動画史上11曲目となる神話入りであり、これにより、VOCALOID神話入り楽曲が2曲となった（DECO*27に次ぎ2人目）。
9月19日、同年10月から放送開始されたテレビアニメ『チェンソーマン』オープニングテーマとして、新曲「KICK BACK」を提供したことが発表された。10月12日には、先行配信が開始され、11月23日には、CDシングルとしてリリースされた。翌年10月25日には、アメリカレコード協会（RIAA）よりゴールド認定を受けた。本認定を受けるのは、日本人の楽曲としては39年ぶりであり、日本語詞の楽曲としては史上初の快挙となった。
常田大希（King Gnu・MILLENNIUM PARADE）が共同編曲を務めた本楽曲は、アニメとともに大きな話題を呼び、YouTube上に公開された『チェンソーマン』ノンクレジットオープニング映像は、公開から1週間で1,970万回再生を記録。さらに、10月13日に公開されたSpotifyのデイリーランキング「トップ50 - グローバル」では47位を記録し、日本のアーティストとして初のランクインを果たした。10月25日付のビルボード「Global 200」では、週間13位を記録したりと、海外からも注目を集めた。
9月23日より、2年半ぶりとなるツアー「米津玄師 2022 TOUR / 変身」をスタート。辻本知彦率いるグループによるダンスパフォーマンスのほか、さいたまスーパーアリーナにて開催されたファイナル公演には、常田大希がサプライズ登場し、米津と共に「爱丽丝」「KICK BACK」の2曲を披露した。

#### 2023年
3月21日、デジタルシングル『LADY』を発売。本楽曲は、ジョージアのCMソングに採用された。4月14日には、アクションRPG「ファイナルファンタジーXVI」テーマソングに、新曲「月を見ていた」を書き下ろしたことが発表、6月26日には、配信限定で発売された。
4月22日、ライブツアー「米津玄師 2023 TOUR / 空想」をスタート。7月2日まで全国11の会場で全24公演を開催し、約21万人を動員した。
7月14日、スタジオジブリの新作映画『君たちはどう生きるか』主題歌として、新曲「地球儀」を書き下ろしたことが、映画公開と同時に発表された。同月17日には、本楽曲が先行配信され、26日には、CDシングルがリリースされた。
8月7日、日本展開50周年を迎えたファッションブランド・LOEWEの2023年秋冬メンズコレクションキャンペーンとコラボレーションの実施が発表された。
12月11日、アメリカレコード協会が本年アメリカで活躍したアーティストを総括する「RIAA Class of 2023」に、日本人として初めて選出された。12月14日には、YouTubeのチャンネル登録者数が日本のミュージシャンで初となる700万人を突破した。

#### 2024年
1月18日、同年4月より放送開始したNHK連続テレビ小説『虎に翼』主題歌として、新曲「さよーならまたいつか!」を書き下ろしたことが発表された。本楽曲は、4月8日に配信限定で発売された。
4月26日には、同年8月23日公開の映画『ラストマイル』主題歌として、新曲「がらくた」を提供したことを発表。塚原あゆ子×野木亜紀子作品への楽曲提供は『アンナチュラル』の「Lemon」、『MIU404』の「感電」に続き3度目となった。8月20日には、本楽曲が先行配信された。
5月27日、デジタルシングル『毎日』を発売。本楽曲は、ジョージアのCMソングとして書き下ろされた。2023年3月リリースの「LADY」に続き、2度目となるジョージアのテレビCMへの採用となった。
6月21日、同年8月21日に6枚目のアルバム『LOST CORNER』を発売することを発表。8月8日には、収録曲「RED OUT」が先行配信された。本楽曲は、SpotifyブランドCMソングに採用された。また、8月23日には、本アルバムが海外盤（北米盤、台湾盤、香港盤）としてリリースされた。
7月31日、ユニクロが展開するグラフィックTシャツブランド「UT」との4年ぶりのコラボレーションが発表された。Tシャツには、6枚目のアルバム『LOST CORNER』収録曲のジャケットアートワークなどがデザインされており、9月13日より、世界各地の店舗で発売された。
8月21日、6枚目のアルバム『LOST CORNER』を発売。本アルバムは、8月27日付のオリコン週間アルバムランキングにて、初週37.7万枚を売り上げ、ソロアーティスト同年度最高初週売上を記録するとともに、自身4作連続となる初登場1位を獲得した。前作『STRAY SHEEP』に続いて2作連続となる初週売上30万枚超えを達成し、ソロアーティストによる2作連続初週売上30万枚超えは、14年8ヶ月ぶり、令和初の記録となった。
9月30日、GODIVAの新商品「GODIVA × HACHI ドーナツホール コレクション」の発売が発表された。これに伴い、ハチ名義で2013年にリリースされた楽曲「ドーナツホール」の新ミュージックビデオが公開された。
11月18日、デジタルシングル『Azalea』を発売。表題曲は、Netflix『さよならのつづき』の主題歌として書き下ろされた。
12月6日、2025年1月より放送開始のテレビアニメ『メダリスト』のオープニングテーマとして新曲「BOW AND ARROW」を書き下ろしたことが発表された。
12月31日、第75回NHK紅白歌合戦に特別企画で出場。『虎に翼』のキャストらと共演し「さよーならまたいつか!」を歌唱した。なお、米津玄師の同番組出場およびテレビ番組での歌唱は第69回以来6年ぶり、2度目となった。

### 2025年 -

#### 2025年
1月9日より、約1年半ぶりとなるツアー「米津玄師 2025 TOUR / JUNK」がスタート。自身初となる東京ドーム公演を含む国内8都市16公演を開催。また、世界6都市での海外公演も開催され、約6年ぶりとなる上海、台北での公演のほか、ロンドンやニューヨークなど、自身初となる欧米圏での公演も開催された。
1月10日、劇場先行版『機動戦士Gundam GQuuuuuuX -Beginning-』主題歌として、新曲「Plazma」を書き下ろしたことが発表された。同曲はツアー初日にサプライズ披露された。1月20日には配信が開始した。
1月12日、2018年に発売の楽曲「Lemon」のミュージックビデオが日本の楽曲として初めて9億回再生を突破した。
1月27日、「BOW AND ARROW」を配信リリース。
2月27日、東京ドーム公演をもって「米津玄師 2025 TOUR / JUNK」の国内公演が終了。国内ツアーに続いて開催された7都市10公演のワールドツアー「KENSHI YONEZU 2025 WORLD TOUR / JUNK」は4月6日のYouTubeシアター公演でファイナルを迎えた。
5月27日、2026年11月から全国6箇所14公演のアリーナツアー「米津玄師 2026 TOUR / GHOST」が開催されることが発表された。
6月11日、15枚目のシングル『Plazma/BOW AND ARROW』を発売。
6月25日、「オリコン上半期ランキング 2025」の「作品別売上数部門」の「デジタルシングル(単曲)ランキング」で「Plazma」が1位を獲得。2018年度、2019年度に続き、自身通算3度目の1位は、同一アーティストによる上半期デジタルシングル(単曲)ランキング史上初。
7月4日、「Anime Expo 2025」内で新曲「IRIS OUT」がアニメ映画『チェンソーマン レゼ篇』の主題歌として書き下ろされたことが発表された。8月1日には、同年9月24日に16枚目のシングルとして「IRIS OUT」を含む両A面CDシングルをリリースすることが発表された。
8月14日、新曲「JANE DOE」をアニメ映画『チェンソーマン レゼ篇』のエンディング・テーマとして書き下ろしたことが発表され、ゲストボーカルとして宇多田ヒカルを迎えたことも併せて発表された。また、先述の「IRIS OUT」を含む両A面CDシングルのタイトルが『IRIS OUT/JANE DOE』であることも明らかになった。
8月21日、実写映画『秒速5センチメートル』の主題歌「1991」を書き下ろしたことが発表された。

## 音楽性
おとぎ話のような物語性の色濃い楽曲が、ニコニコ動画上で若いユーザーを中心に人気を博した。メジャーデビュー以前は、作詞・作曲・編曲だけでなく、ミュージックビデオやジャケットワークに至るビジュアルデザインまで自らこなしていた。当時は、DTMによる打ち込みが主体であり、ハチ名義で活動していた中期から、本人名義のアルバム『diorama』リリース時には、下手をすれば不協和音になりかねないメロディラインやガチャガチャとしたリズム構成をしつつも、キャッチーさを損なわない音作りが特徴的であった。
楽曲に表れる独特のメロディは、自分が快感を覚える部分が他人にとって独特である、つまり「自分の快感ポイントのお陰である」と語っている。その反面、王道と呼ばれるポップな曲のコード進行も気持ちいいと感じるので、自分の作品の中でも取り入れたいとも語っている。
「作曲においては他人と同じことをしていてもしょうがない」というのは第一にあるといい、ハチ名義で楽曲制作していたときは、実際にドラムで叩こうとすると、腕が2本では叩けないフレーズが入っていたという。これは、意図的なものではなく、本当のドラムがどのようであるかということを知らずにいた米津の知識の欠如によるものである。「そこからガチャガチャしたいろんな音を重ねた曲ができてもそれが従来のレコーディングでは行われないっていう認識もなかった」と公言している。
メジャーデビュー後は、サポートミュージシャンを迎え入れ、バンドサウンドでの楽曲制作にシフトし、兼ねてより念頭に置かれていた「大衆性に富んだJ-POP」の制作が活発となった。「普遍的なものを作ることを軸に、日本人だからこそ、J-POPとして音楽を作りたい」と語っており、歌謡曲など、先人が積み上げたものを紐解いて、歴史に根ざしているものを取り入れて、音楽に反映することを考えながら作業をしており、10代から50代の幅広い世代から支持されていることから「このやり方は間違っていなかったんだ」と語っている。
楽曲には、文学、アニメや映画などの映像作品、漫画、テレビゲームなど、幼少時から学生時代に触れてきたものへのオマージュが度々取り入れられており、4thアルバム『BOOTLEG』リリース前後から顕著となった。

## 人物

### 影響を受けた人物・作品
音楽との出会いとして、米津が小学生の頃に流行していたFLASHアニメーションで、楽曲が使われていたBUMP OF CHICKENやASIAN KUNG-FU GENERATION、スピッツなどのロックバンドの存在を挙げており、特にBUMP OF CHICKENは、最も影響を受けたアーティストだと公言している。また、高校生の時から聞いていたRADWIMPSについては「偉大な父親のような存在」と語っている。
18歳頃には、平沢進の楽曲と出会い、それらについて「どれも聴いたことのない音楽性ですごく影響を受けた」と語っており、特に「MOTHER」は、人生を変えた1曲であると答えている。同時期には、他にもトーキング・ヘッズ、カニエ・ウェスト、ヴァンパイア・ウィークエンドなど、多様な音楽を聴いていた。その他、愛聴しているミュージシャン、および音楽グループとして、THE NOVEMBERS、椎名林檎、People In The Box、ポルノグラフィティ、ザ・ウィークエンド、ザ・キュアーなどを挙げている。
また、多くの漫画作品からも影響を受けており、『NARUTO -ナルト-』をはじめとした『週刊少年ジャンプ』作品からは、特に影響を受けたという。宮崎駿の漫画『風の谷のナウシカ』を18歳頃から読み返しており、自身の死生観にも影響を与えていると述べている。
スタジオジブリ作品、および宮﨑駿監督からは「恥ずかしいくらい影響を受けた」としており、宮崎については「偉大な師匠、もっと言えば父親のような存在として私淑していた」とも語っている。前述の『風の谷のナウシカ』や『もののけ姫』のほか、『千と千尋の神隠し』などの作品にも思い入れが深いとしている。また、自身の楽曲「灰色と青」が、北野武監督作品『キッズ・リターン』からインスパイアされているなど、映画作品からも影響を受けている。
宮沢賢治や三島由紀夫といった作家の文学作品からの影響も公言しており、自身の楽曲「恋と病熱」は、宮沢の詩『春と修羅』から引用されたタイトルであるほか、「地球儀」の一節には、同じく宮沢の詩「小岩井農場」のオマージュも見られる。
supercellの楽曲「メルト」の爆発的なヒットを見て、初音ミクを知り、ボカロの世界に入ったと語っており、supercellのメンバー・ryoからも影響を受けたとも明かしている。また、同じくボカロPであり、友人であったwowakaからも刺激を受けたと公言しており、楽曲「ワールズエンド・ダンスホール」を聴いた際には、食事が喉を通らなくなったと、ブログで語っている。
心の底から尊敬していて影響を受けている人物に関しては、本当は逆に会うのが怖いので会いたくない、とかつて語っていたが、BUMP OF CHICKENのボーカル・藤原基央や宮﨑駿とは会ったことがある。

### エピソード
- 1枚目のアルバム『diorama』リリース以降、用いている名義「米津玄師（よねづけんし）」は本名で、珍しい名前であることから「よねづげんし」と読み間違えられることが多い。このことを、本人もたびたびネタにしている[5]。8枚目のシングルである「Lemon」が、ソフトバンクのテレビCM「白戸家ミステリートレイン」に採用された際には、名前の珍しい漢字になぞらえた「米津玄鰤篇」「新米教師篇」が制作された[168]。
- ラジオ番組『SCHOOL OF LOCK!』（TOKYO FM）の放送当初からのリスナーであり、ラジオの公式サイト内の掲示板にも書き込みをしていたと述べている[22]。
- 2017年12月、オリコンが発表した「2017ブレイクアーティストランキング」では、テレビアニメや劇場アニメへの楽曲提供、他タレントとのコラボレーションの効果もあり、単独1位を獲得している。このランキングは、10代から50代の年齢別ランキングを指標としているが、世代別のランキングでは、すべての部門で1位を獲得している[169]。
- 映画『君たちはどう生きるか』主題歌「地球儀」のデモを宮﨑駿に直接聴いてもらう際、緊張のあまり、死刑台にのぼるような気分だったという。曲を聴いて涙を流す宮﨑を見た米津は「この光景を一生抱えながら生きていくのだろうと思った」と語っている[170][161]。

## ディスコグラフィ

### フルアルバム
ハチ名義
1. 『花束と水葬』（2010年）
2. 『OFFICIAL ORANGE』（2010年）

米津玄師名義
1. 『diorama』（2012年）
2. 『YANKEE』（2014年）
3. 『Bremen』（2015年）
4. 『BOOTLEG』（2017年）
5. 『STRAY SHEEP』（2020年）
6. 『LOST CORNER』（2024年）

## タイアップ
| 使用年 | タイトル              | タイアップ |
| ------ | --------------------- | --- |
| 2014年 | アイネクライネ        | 東京メトロ広告キャンペーン「Color your days.」CMソング |
| 2015年 | Flowerwall            | ニコン「D5500」CMソング |
| 2015年 | アンビリーバーズ      | ミズノ「WAVE ENIGMA 5」CMソング |
| 2016年 | シンデレラグレイ      | NTT西日本 電報スペシャルムービーBGM |
| 2016年 | ナンバーナイン        | 森アーツセンターギャラリー ルーヴル美術館特別展「ルーヴルNo.9 〜漫画、9番目の芸術〜」公式イメージソング                                                              |
| 2016年 | orion                 | NHK総合『3月のライオン』第1シリーズ第2クールエンディングテーマ |
| 2017年 | ピースサイン          | テレビアニメ『僕のヒーローアカデミア』第2期第1クールオープニングテーマ                                                                                               |
| 2017年 | 砂の惑星              | 初音ミク「マジカルミライ 2017」テーマソング |
| 2018年 | Lemon                 | TBS系金曜ドラマ『アンナチュラル』主題歌 |
| 2018年 | Lemon                 | ソフトバンク「白戸家ミステリートレイン「事件のはじまり＋リョウマの事情聴取」篇」CMソング                                                                             |
| 2018年 | LOSER                 | Honda「JADE」CMソング |
| 2018年 | TEENAGE RIOT          | ギャツビー「GATSBY COP」テーマソング |
| 2018年 | Flamingo              | SONYワイヤレスイヤホン「WF-SP900」CMソング |
| 2019年 | 海の幽霊              | アニメーション映画『海獣の子供』主題歌 |
| 2019年 | パプリカ              | NHK『みんなのうた』8月‐9月放送楽曲 |
| 2019年 | 馬と鹿                | TBS系日曜劇場『ノーサイド・ゲーム』主題歌 |
| 2019年 | 馬と鹿                | テレビ西日本『ゴリパラ見聞録』エンディングテーマ |
| 2020年 | 感電                  | TBS系金曜ドラマ『MIU404』主題歌 |
| 2020年 | 感電                  | Apple Music CMソング |
| 2020年 | 迷える羊              | 大塚製薬「カロリーメイト」CMソング |
| 2021年 | ゆめうつつ            | 日本テレビ系『news zero』テーマソング |
| 2021年 | Pale Blue             | TBS系金曜ドラマ『リコカツ』主題歌 |
| 2021年 | カナリヤ              | NHK『ふたりのディスタンス』主題歌 |
| 2022年 | POP SONG              | PlayStation「遊びのない世界なんて \| Play Has No Limits」CMソング |
| 2022年 | M八七                 | 映画『シン・ウルトラマン』主題歌 |
| 2022年 | KICK BACK             | テレビアニメ『チェンソーマン』オープニングテーマ |
| 2023年 | LADY                  | コカ・コーラ「ジョージア「毎日って、けっこうドラマだ。＋毎日って、けっこうドラマだ。夏＋毎日って、けっこうドラマだ。秋＋毎日って、けっこうドラマだ。冬」篇」CMソング |
| 2023年 | 月を見ていた          | ゲーム『FINAL FANTASY XVI』テーマソング |
| 2023年 | 地球儀                | アニメーション映画『君たちはどう生きるか』主題歌 |
| 2024年 | さよーならまたいつか! | NHK連続テレビ小説『虎に翼』主題歌 |
| 2024年 | LADY                  | コカ・コーラ「ジョージア「香りに癒やされたら、景色が変わって見えた。」篇」CMソング                                                                                   |
| 2024年 | 毎日                  | コカ・コーラ「ジョージア「ひと息ついたら、景色が変わって見えた。」篇」CMソング                                                                                       |
| 2024年 | がらくた              | 映画『ラストマイル』主題歌 |
| 2024年 | RED OUT               | Spotify ブランドCMソング |
| 2024年 | ドーナツホール        | 「GODIVA × HACHI ドーナツホールコレクション」イメージソング |
| 2024年 | Azalea                | Netflixシリーズ『さよならのつづき』主題歌 |
| 2025年 | BOW AND ARROW         | テレビアニメ『メダリスト』オープニング主題歌 |
| 2025年 | Plazma                | 劇場先行版『機動戦士Gundam GQuuuuuuX -Beginning-』主題歌 |
| 2025年 | Plazma                | テレビアニメ『機動戦士Gundam GQuuuuuuX』主題歌 |
| 2025年 | IRIS OUT              | アニメーション映画『劇場版 チェンソーマン レゼ篇』主題歌 |
| 2025年 | JANE DOE              | アニメーション映画『劇場版 チェンソーマン レゼ篇』エンディング・テーマ                                                                                               |
| 2025年 | 1991                  | 映画『秒速5センチメートル』主題歌 |

## イラストレーターとして
米津は、音楽活動と並行してイラストレーターとしても活動している。自身のジャケットワークデザイン、アニメーションによるミュージックビデオ、CDの購入特典、ライブグッズなどに自らのイラストレーションを用いて制作している。本人のSNSでは時折、自作イラストやタイアップに関連したファンアートなどが公開されている。

### 来歴
米津は、美術教員の免許を取得していた母親の影響で、幼少期から絵を描くのを好んでいたという。それもあり、音楽活動開始以前は漫画家を志していた。初めて購入した漫画の単行本は『NARUTO -ナルト-』だった。4枚目のアルバム『BOOTLEG』収録曲「飛燕」は、宮崎駿の漫画『風の谷のナウシカ』をモチーフとしており、収録曲「Moonlight」の歌詞には、冨樫義博による漫画『ハンターハンター』の名称が登場する。2018年11月には、コミックナタリー『BEASTARS』特集記事において、作者である板垣巴留と対談している。

### イラスト作品
- 自身のCDジャケット（「地球儀」を除く）
- 自身のデジタルシングルジャケット（「海の幽霊」、「パプリカ」を除く）

#### ミュージックビデオ
- ハチ名義の作品
  - 「Persona Alice」[動画 1]
  - 「THE WORLD END UMBRELLA」[動画 2]
  - 「結ンデ開イテ羅刹ト骸」[動画 3]
  - 「Qualia」[動画 4]
  - 「Mrs.Pumpkinの滑稽な夢」[動画 5]
  - 「恋人のランジェ」[動画 6]
  - 「演劇テレプシコーラ」[動画 7]
  - 「リンネ」[動画 8]
  - 「マトリョシカ」[動画 9]
  - 「Christmas Morgue」[動画 10]
  - 「パンダヒーロー」[動画 11]
  - 「ドーナツホール」[動画 12]
- 米津玄師名義の作品
  - 「ゴーゴー幽霊船」
  - 「vivi」
  - 「アイネクライネ」
  - 「メトロノーム」

#### 単行本
| 発売日         | タイトル         | ISBN              | 出版元           |
| -------------- | ---------------- | ----------------- | ---------------- |
| 2016年12月10日 | かいじゅうずかん | 978-4-86052-125-7 | ロッキング・オン |

### イラストレーション
- 3月のライオン（第25話・第2シリーズ第3話）- エンドカード

## 受賞とノミネート
| 年     | 対象                                   | 賞 | 結果       |
| ------ | -------------------------------------- | --- | ---------- |
| 2009年 | ブログ・電子帖八番街                   | WebMoney Award 2009 enjoy. Award ダイヤモンド賞 | 受賞       |
| 2013年 | diorama                                | 第5回CDショップ大賞 | 入賞       |
| 2014年 | アイネクライネ                         | ショートショートフィルムフェスティバル&アジア2014 ミュージックShort部門シネマチックアワード                                                                                 | ノミネート |
| 2014年 | サンタマリア                           | ミュージック・ジャケット大賞2014 | ノミネート |
| 2014年 | YANKEE                                 | iTunes BEST OF 2014 ベストアルバム | 受賞       |
| 2015年 | YANKEE                                 | 第7回CDショップ大賞 | 入賞       |
| 2015年 | Bremen                                 | 第57回日本レコード大賞 優秀アルバム賞 | 受賞       |
| 2016年 | Bremen                                 | 第8回CDショップ大賞 | 入賞       |
| 2016年 | 米津玄師                               | SPACE SHOWER MUSIC AWARDS 2016 BEST MALE ARTIST | ノミネート |
| 2017年 | 米津玄師                               | SPACE SHOWER MUSIC AWARDS 2017 BEST MALE ARTIST | ノミネート |
| 2017年 | 打上花火                               | Billboard JAPAN Hot Animation of the Year 2017 | 受賞       |
| 2018年 | 打上花火                               | Billboard JAPAN Hot Animation of the Year 2018 | 受賞       |
| 2018年 | 打上花火                               | Billboard JAPAN Streaming Songs of the Year 2018 | 受賞       |
| 2018年 | 打上花火                               | 第32回日本ゴールドディスク大賞 ソング・オブ・ザ・イヤー・バイ・ダウンロード 邦楽部門                                                                                        | 受賞       |
| 2018年 | 打上花火                               | 第32回日本ゴールドディスク大賞 ベスト5ソング・バイ・ダウンロード | 受賞       |
| 2018年 | 打上花火                               | SPACE SHOWER MUSIC AWARDS 2018 SONG OF THE YEAR | 受賞       |
| 2018年 | ピースサイン                           | 第32回日本ゴールドディスク大賞 ベスト5ソング・バイ・ダウンロード | 受賞       |
| 2018年 | ピースサイン                           | 第2回クランチロール・アニメアワード 最優秀オープニング賞 | 受賞       |
| 2018年 | 灰色と青 (＋菅田将暉)                  | SPACE SHOWER MUSIC AWARDS 2018 BEST COLLABORATION | 受賞       |
| 2018年 | 米津玄師                               | SPACE SHOWER MUSIC AWARDS 2018 BEST MALE ARTIST | 受賞       |
| 2018年 | 米津玄師                               | 第60回日本レコード大賞 特別賞 | 受賞       |
| 2018年 | 米津玄師                               | Billboard JAPAN Top Artists of the Year 2018 | 受賞       |
| 2018年 | 米津玄師                               | LINE NEWS AWARDS 2018 アーティスト部門 | ノミネート |
| 2018年 | BOOTLEG                                | 第10回CDショップ大賞 | 受賞       |
| 2018年 | BOOTLEG                                | 第60回日本レコード大賞 最優秀アルバム賞 | 受賞       |
| 2018年 | Lemon                                  | 第96回ザテレビジョンドラマアカデミー賞 ドラマソング賞 | 受賞       |
| 2018年 | Lemon                                  | 東京ドラマアウォード2018 主題歌賞 | 受賞       |
| 2018年 | Lemon                                  | MTV VMAJ 2018 最優秀ビデオ賞／Video of the Year | 受賞       |
| 2018年 | Lemon                                  | MTV VMAJ 2018 最優秀邦楽男性アーティストビデオ賞／Best Male Video -Japan-                                                                                                   | 受賞       |
| 2018年 | Lemon                                  | Billboard JAPAN Hot 100 of the Year 2018 | 受賞       |
| 2018年 | Lemon                                  | Billboard JAPAN Download Songs of the Year 2018 | 受賞       |
| 2019年 | Lemon                                  | Billboard JAPAN Hot 100 of the Year 2019 | 受賞       |
| 2019年 | Lemon                                  | Billboard JAPAN Download Songs of the Year 2019 | 受賞       |
| 2019年 | Lemon                                  | 第33回日本ゴールドディスク大賞 ソング・オブ・ザ・イヤー・バイ・ダウンロード 邦楽部門                                                                                        | 受賞       |
| 2019年 | Lemon                                  | 第33回日本ゴールドディスク大賞 ベスト5ソング・バイ・ダウンロード | 受賞       |
| 2019年 | Lemon                                  | SPACE SHOWER MUSIC AWARDS 2019 SONG OF THE YEAR | 受賞       |
| 2019年 | LOSER                                  | NexTone Award2019 Bronze Medal | 受賞       |
| 2019年 | 馬と鹿                                 | 第102回ザテレビジョンドラマアカデミー賞 ドラマソング賞 | 受賞       |
| 2019年 | 米津玄師                               | SPACE SHOWER MUSIC AWARDS 2019 BEST MALE ARTIST | 受賞       |
| 2019年 | 米津玄師                               | Billboard JAPAN Top Composers of the Year 2019 | 受賞       |
| 2019年 | 米津玄師                               | 第61回日本レコード大賞 特別賞 | 受賞       |
| 2020年 | 米津玄師                               | SPACE SHOWER MUSIC AWARDS 2020 BEST MALE ARTIST | 受賞       |
| 2020年 | 米津玄師                               | 第34回日本ゴールドディスク大賞 特別賞 | 受賞       |
| 2020年 | 馬と鹿                                 | 第34回日本ゴールドディスク大賞 ソング・オブ・ザ・イヤー・バイ・ダウンロード                                                                                                 | 受賞       |
| 2020年 | 馬と鹿                                 | 第34回日本ゴールドディスク大賞 ベスト5ソング・バイ・ダウンロード | 受賞       |
| 2020年 | 感電                                   | MTV VMAJ 2020 Best Male Video -Japan-／最優秀邦楽男性アーティストビデオ賞                                                                                                   | 受賞       |
| 2020年 | 感電                                   | 第105回ザテレビジョンドラマアカデミー賞 ドラマソング賞 | 受賞       |
| 2020年 | 感電 MV公開企画                        | ACC TOKYO CREATIVITY AWARDS メディアクリエイティブ部門 グランプリ・総務大臣賞                                                                                               | 受賞       |
| 2020年 | 感電 MV公開企画                        | ACC TOKYO CREATIVITY AWARDS ブランデッド・コミュニケーション部門A（デジタル・エクスペリエンス）ゴールド                                                                     | 受賞       |
| 2020年 | 感電 MV公開企画                        | ACC TOKYO CREATIVITY AWARDS ブランデッド・コミュニケーション部門B（プロモーション/アクティベーション）ブロンズ                                                              | 受賞       |
| 2020年 | STRAY SHEEP                            | Billboard JAPAN Hot Album of the Year 2020 | 受賞       |
| 2020年 | STRAY SHEEP                            | Billboard JAPAN Download Albums of the Year 2020 | 受賞       |
| 2020年 | STRAY SHEEP                            | Billboard JAPAN Top Albums of the Year 2020 | 受賞       |
| 2020年 | 米津玄師                               | LINE BLOG OF THE YEAR 2020 記事部門 | 受賞       |
| 2020年 | 米津玄師                               | 第62回日本レコード大賞 特別賞 | 受賞       |
| 2021年 | 米津玄師                               | 第71回芸術選奨新人賞 大衆芸能部門 | 受賞       |
| 2021年 | STRAY SHEEP                            | 第13回CDショップ大賞・赤 | 受賞       |
| 2021年 | STRAY SHEEP                            | SPACE SHOWER MUSIC AWARDS 2021 ALBUM OF THE YEAR | 受賞       |
| 2021年 | STRAY SHEEP                            | 第35回日本ゴールドディスク大賞 アルバム・オブ・ザ・イヤー（邦楽） | 受賞       |
| 2021年 | STRAY SHEEP                            | 第35回日本ゴールドディスク大賞 ベスト5アルバム | 受賞       |
| 2021年 | 感電                                   | 第35回日本ゴールドディスク大賞 ベスト5ソング・バイ・ダウンロード | 受賞       |
| 2021年 | 感電                                   | SPACE SHOWER MUSIC AWARDS 2021 VIDEO OF THE YEAR | 受賞       |
| 2021年 | 感電 MV公開企画                        | 第61回クリオ賞 デジタル・モバイル部門 ブロンズ | 受賞       |
| 2021年 | 感電 MV公開企画                        | Spikes Asia 2021 デジタル部門 シルバー | 受賞       |
| 2021年 | 感電 MV公開企画                        | Spikes Asia 2021 PR部門 シルバー | 受賞       |
| 2021年 | 感電 MV公開企画                        | アジア太平洋広告祭 ADFEST2021 計6部門 - Design部門 - Branded Entertainment部門 ブロンズ - Digital部門 ブロンズ - Mobile部門 ブロンズ - PR部門 ブロンズ - Media部門 ブロンズ | 受賞       |
| 2021年 | 感電 MV公開企画                        | Clio Music 計4部門 - Digital/Mobile部門 ゴールド - Public Relations部門 シルバー - Social Media部門 シルバー - Innovation部門 ブロンズ                                      | 受賞       |
| 2021年 | パプリカ                               | NexTone Award2021 Silver Medal | 受賞       |
| 2021年 | まちがいさがし                         | NexTone Award2021 Bronze Medal | 受賞       |
| 2021年 | 米津玄師                               | SPACE SHOWER MUSIC AWARDS 2021 BEST SOLO ARTIST | ノミネート |
| 2022年 | Pale Blue                              | 第36回 日本ゴールドディスク大賞 ベスト5ソング・バイ・ダウンロード | 受賞       |
| 2022年 | Play Has No Limits feat. Kenshi Yonezu | カンヌライオンズ 国際クリエイティビティ・フェスティバル2022 Entertainment for Music部門 ブロンズ                                                                            | 受賞       |
| 2022年 | Play Has No Limits feat. Kenshi Yonezu | 2022 Clio Entertainment Games: Audio/Visual Grand（最高賞） | 受賞       |
| 2022年 | KICK BACK                              | 令和4年アニソン大賞 | 受賞       |
| 2022年 | KICK BACK                              | 令和4年アニソン大賞 計3部門 - 作品賞 - 作曲賞 - 編曲賞 | ノミネート |
| 2023年 | KICK BACK                              | アメリカレコード協会 (RIAA) ゴールドディスク | 受賞       |
| 2023年 | Play Has No Limits feat. Kenshi Yonezu | SPIKES ASIA Music部門：Strategic Partnership ゴールド | 受賞       |
| 2023年 | Play Has No Limits feat. Kenshi Yonezu | SPIKES ASIA Music部門：Brand or Product Integration into Music Content ショートリスト                                                                                       | 入賞       |
| 2023年 | Play Has No Limits feat. Kenshi Yonezu | SPIKES ASIA Music部門：Use of Original Composition ショートリスト | 入賞       |
| 2023年 | 米津玄師                               | TOKIO HOT 100 AWARD BEST BUZZ OF 2022 | ノミネート |
| 2023年 | 米津玄師                               | RIAA Class of 2023 | 選出       |
| 2024年 | KICK BACK                              | 第8回クランチロール・アニメアワード 最優秀アニソン賞 | ノミネート |
| 2024年 | KICK BACK                              | 第8回Crunchyrollアニメアワード 最優秀オープニング賞 | ノミネート |
| 2024年 | さよーならまたいつか!                  | 第121回ザテレビジョンドラマアカデミー賞 ドラマソング賞 | 受賞       |
| 2025年 | さよーならまたいつか!                  | MTV VMAJ 2025 最優秀ソロアーティストビデオ賞／Best Solo Artist Video -Japan-                                                                                                | 受賞       |
| 2025年 | さよーならまたいつか!                  | 第39回 日本ゴールドディスク大賞 ベスト3ソング・バイ・ダウンロード | 受賞       |
| 2025年 | さよーならまたいつか!                  | MUSIC AWARDS JAPAN 2025 最優秀ジャパニーズソング賞 | ノミネート |
| 2025年 | さよーならまたいつか!                  | MUSIC AWARDS JAPAN 2025 最優秀国内シンガーソングライター楽曲賞 | ノミネート |
| 2025年 | さよーならまたいつか!                  | MUSIC AWARDS JAPAN 2025 ベスト・オブ・リスナーズチョイス：国内楽曲 | ノミネート |
| 2025年 | 米津玄師                               | 第17回CDショップ大賞 殿堂入り | 受賞       |
| 2025年 | 米津玄師                               | MUSIC AWARDS JAPAN 2025 最優秀ジャパニーズソングアーティスト賞 | ノミネート |
| 2025年 | 米津玄師                               | MUSIC AWARDS JAPAN 2025 最優秀国内シンガーソングライター賞 | ノミネート |
| 2025年 | LOST CORNER                            | 第17回CDショップ大賞 パッケージデザイン賞 | 受賞       |
| 2025年 | LOST CORNER                            | 第39回 日本ゴールドディスク大賞 ベスト5アルバム（邦楽） | 受賞       |
| 2025年 | LOST CORNER                            | MUSIC AWARDS JAPAN 2025 最優秀アルバム賞 | ノミネート |
| 2025年 | Lemon                                  | MUSIC AWARDS JAPAN 2025 Top Japanese Song in Asia | 受賞       |
| 2025年 | KICK BACK                              | MUSIC AWARDS JAPAN 2025 Top Japanese Song in North America | ノミネート |
| 2025年 | KICK BACK                              | MUSIC AWARDS JAPAN 2025 Top Japanese Song in Europe | ノミネート |

## 出演

### 特別番組

#### NHK紅白歌合戦出場歴
| 年度   | 放送回 | 回 | 曲目                  | 備考                                      | 歌手別視聴率 |
| ------ | ------ | -- | --------------------- | ----------------------------------------- | ------------ |
| 2018年 | 第69回 | 初 | Lemon                 | 大塚国際美術館から中継                    | 44.6%（2位） |
| 2024年 | 第75回 | 2  | さよーならまたいつか! | 特別企画で出場 名古屋市市政資料館にて収録 | 34.4%（3位） |

### テレビ番組
- 日曜日の初耳学（2024年8月25日・9月1日、毎日放送・TBS）[235]
- EIGHT-JAM（2024年9月1日・8日、テレビ朝日）[236]
- 虎に翼×米津玄師スペシャル（2024年9月18日、NHK総合）[237]

### ラジオ番組
- 菅田将暉のオールナイトニッポン（2019年4月23日・2020年8月4日・2022年3月22日、ニッポン放送）[238][239][240]
- Monthly Artist File-THE VOICE-（2020年8月1日 - 29日、JFN）- 2020年8月度月間パーソナリティ[241]
- 米津玄師 × 野木亜紀子『MIU404』対談（2020年8月23日、TBSラジオ）- 特別番組[242]
- 星野源のオールナイトニッポン（2020年9月2日・2021年6月9日、ニッポン放送）[243][244]

### CM
- ソニー
  - 完全ワイヤレスイヤホン「WF-SP900」× 米津玄師（2018年10月）[245]
  - PlayStation「遊びのない世界なんて | Play Has No Limits」（2022年1月）[188][246]
- 大塚製薬「カロリーメイト」（2020年8月）[247]
- コカ・コーラ「ジョージア」
  - 「毎日って、けっこうドラマだ。夏」篇（2023年6月）[248]
  - 「毎日って、けっこうドラマだ。秋」篇（2023年9月）[249]
  - 「毎日って、けっこうドラマだ。冬」篇（2023年11月）[250]

## ライブ
米津は、2013年にメジャーデビューし、翌年にアルバム『YANKEE』を発売して以来、ライブ活動を続けている。基本的にサポートメンバーを迎え入れたバンドスタイルでの演奏に徹しており、初ライブ以来、メンバーはほとんど固定されている。「米津玄師 2023 TOUR / 空想」からはキーボーディストが加わり、現在では、米津含め計5名のバンドスタイルとなっている。ギタリストの中島宏士は、小学生時代からの幼馴染で、ライブでのMCでは、度々おどけた掛け合いを見せている。

### サポートメンバー
- 中島宏士 - ギター（2014 -）
- 須藤優 - ベース（2014 -）
- 堀正輝 - ドラム（2014 -）
- 宮川純 - キーボード（2023 -）
- 真船勝博[注釈 11] - ベース（2017）
- 別所和洋[注釈 12] - キーボード（2023）
- 宮脇翔平[注釈 13] - キーボード（2023）

### フェス・イベント
- ROCK IN JAPAN FESTIVAL 2015（2015年8月2日、国営ひたち海浜公園）[254]
- RISING SUN ROCK FESTIVAL 2015 in EZO（2015年8月14日、石狩湾新港樽川ふ頭横野外特設ステージ）[255]
- MONSTER baSH 2015（2015年8月22日、国営讃岐まんのう公園）[256]
- SPACE SHOWER SWEET LOVE SHOWER 2015 -20th ANNIVERSARY-（2015年8月28日、山中湖交流プラザ きらら）[257]
- JAPAN CIRCUIT vol.54 WEST 〜山崎死闘編〜（2015年11月2日、なんばHatch）[47]
- 10th ANNIVERSARY LIVE TOUR RADWIMPSの胎盤（2015年11月4日、Zepp Tokyo）[48]
- uP!!!NEXT 〜米津玄師 一夜〜（2016年2月26日、新木場STUDIO COAST）[258]
- 新木場サンセット2016（2016年7月20日、新木場STUDIO COAST）[259]
- ROCK IN JAPAN FESTIVAL 2016（2016年8月14日、国営ひたち海浜公園）[260]
- SUMMER SONIC 2016（2016年8月20日・21日、舞洲サマーソニック大阪特設会場・QVCマリンフィールド・幕張メッセ）[261]
- SPACE SHOWER SWEET LOVE SHOWER 2016（2016年8月28日、山中湖交流プラザ きらら）[262]
- The Weeknd ASIA TOUR LIVE IN JAPAN（2018年12月18日、幕張メッセ国際展示場）[263]
- 米津玄師 2020 Event／STRAY SHEEP in FORTNITE（2020年8月7日、FORTNITE Party Royale）[264]